# Hôtel Séguier
L'Hôtel Séguier est un édifice civil de la ville de Nîmes, dans le département du Gard et la région Languedoc-Roussillon. Il est classé monument historique depuis 2005.
Cette maison a appartenu à Jean-François Séguier (1703-1784), un érudit et savant nîmois, botaniste et épigraphiste français. Elle contenait sa bibliothèque et ses collections : spécimens naturels, minéraux, médailles et livres.

## Localisation
L'édifice est situé 7 rue Séguier.

## Historique
- 1771-1772 : Jean-François Séguier fait construire cette maison dans le faubourg des Carmes, à Nîmes.
- 1778 et 1780 : il donne à l'Académie de Nîmes sa bibliothèque, ses manuscrits, ses médailles et ses collections d'histoire naturelle.
- 1784 : mort de Jean-François Séguier, son hôtel est légué à l'Académie de Nîmes
- 1793 : les biens de l'Académie sont confisqués sous la Terreur. L'hôtel est racheté par un particulier, M. Pieyre. La ville rachète ensuite le bâtiment et l'affecte au rectorat.
- 1849 : l'hôtel est vendu à un particulier, le docteur Pleindoux.
- 1879 : l'hôtel est acheté par  M. Cabane de Florian.
- 1996 : achat par la mairie de Nîmes
- 2005 : l'hôtel est classé monument historique en totalité
- 2020 : des banderoles sont installées sur l'hôtel par une association pour protester contre sa non occupation et son manque d'entretien[2]. La mairie répond en récusant la rumeur d'une mise en vente et en assurant que le bâtiment est mis en sécurité et entretenu[3].

## Architecture
Celle du XVIIIe siècle : un vestibule ovale, une grande cage d'escalier, un grand escalier avec une rampe en ferronnerie marquée de la lettre "S" pour Séguier.